# Centro Administrativo Municipal de Bucaramanga
El Centro Administrativo Municipal de Bucaramanga es el edificio en el cual funciona actualmente la Alcaldía de Bucaramanga

## CAM Fase I
Las instalaciones del Centro Administrativo Municipal CAM Fase I, cuentan con modernos sistemas de seguridad, controles de ventilación e iluminación, circuito cerrado de televisión y sistemas de accesos electrónicos a través de tarjetas lectoras, 2.000 tarjetas inteligentes se encuentran a disposición del público, empleados y visitantes en general, cuenta con 380 puestos de trabajo distribuidos en el y con el auditorio 'Andrés Páez de Sotomayor' de la Alcaldía de Bucaramanga ubicado en el piso sexto.

## CAM Fase II
En el Centro Administrativo Municipal Fase funcionan II, la Personería y la Contraloría Municipal, las secretarías de Desarrollo Social, Hacienda, Educación y la Tesorería.